# Liponeura bezzii
Liponeura bezzii är en tvåvingeart som beskrevs av Gottlieb Wilhelm Bischoff 1925. Liponeura bezzii ingår i släktet Liponeura och familjen Blephariceridae.
Artens utbredningsområde är Italien. Inga underarter finns listade i Catalogue of Life.